# Asio capensis

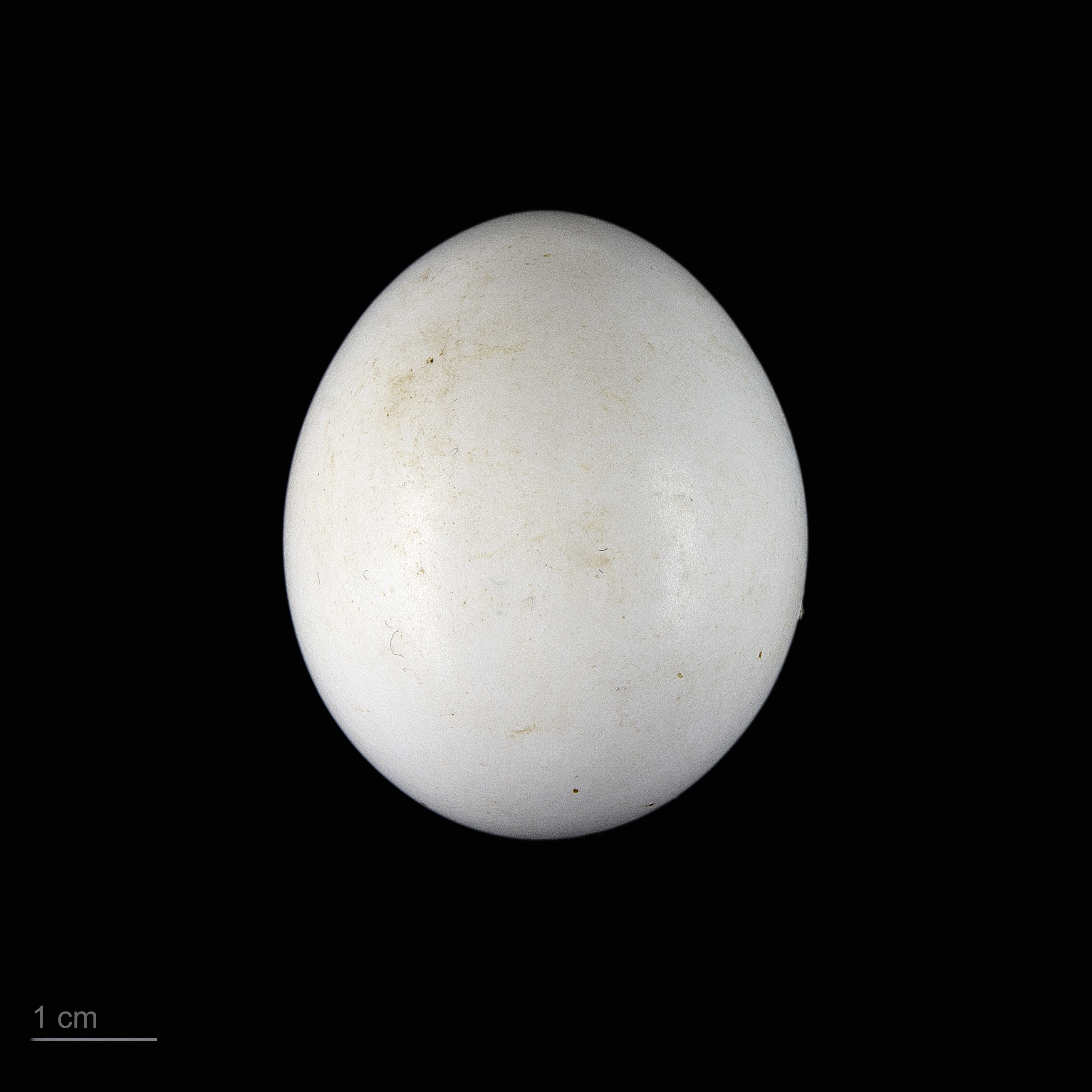
Uovo di Asio capensis tingitanus - Museo di Tolosa

Il gufo di palude africano o gufo del Capo (Asio capensis (A.Smith, 1834)) è un uccello rapace della famiglia degli Strigidi..

## Distribuzione e habitat
La specie ha un ampio areale che comprende Angola, Benin, Botswana, Burkina Faso, Burundi, Camerun, Ciad, Repubblica del Congo, Repubblica Democratica del Congo, Etiopia, Gabon, Gambia, Kenya, Lesotho, Madagascar, Malawi, Mali, Marocco, Mozambico, Namibia, Nigeria, Ruanda, Sudafrica, Sudan, Sudan del Sud, Swaziland, Tanzania, Uganda, Zambia e Zimbabwe.
Segnalato come accidentale nella penisola iberica.

## Tassonomia
Sono note tre sottospecie:
- Asio capensis capensis (A.Smith, 1834), sottospecie nominale
- Asio capensis hova Stresemann, 1922, endemica del Madagascar
- Asio capensis tingitanus (Loche, 1867), endemica del Marocco

## Conservazione
La IUCN Red List classifica Asio capensis come specie a basso rischio (Least Concern).
La specie è inserita nella appendice II della Convenzione sul commercio internazionale delle specie minacciate di estinzione (CITES).